# 7004 Markthiemens
7004 Markthiemens este un asteroid din centura principală, descoperit pe 24 iulie 1979, de Schelte Bus.